# تولکی تپه ۳
تولکی تپه ۳ مربوط به دوره اشکانیان - دوره ساسانیان - سده‌های میانی دوران‌های تاریخی پس از اسلام است و در شهرستان هریس، بخش مرکزی، دهستان خانمرود، ۲۰۰ متری جنوب روستای تازه کند واقع شده و این اثر در تاریخ ۲۸ اسفند ۱۳۸۵ با شمارهٔ ثبت ۱۸۹۰۴ به‌عنوان یکی از آثار ملی ایران به ثبت رسیده است.